# Aaron Rodgers
Aaron Charles Rodgers (født 2. december 1983 i Chico, Californien, USA) er en amerikansk footballspiller, der spiller i NFL som quarterback for New York Jets. Han kom ind i ligaen i 2005, og tilbragte de første sæsoner som reserve for legenden Brett Favre, der sad tungt på quarterback-pladsen hos Packers. Efter Favre i 2008 forlod klubben var vejen dog banet for Rodgers til at overtage pladsen som førstevalg på pladsen.
6. februar 2011 vandt Rodgers Super Bowl XLV, og dermed NFL-mesterskabet, med Packers efter sejr over Pittsburgh Steelers. Han blev samtidig kåret til kampens MVP (Mest værdifulde spiller).

## Klubber
- 2005-: Green Bay Packers